# Léopold Flameng
Pour les articles homonymes, voir Flameng.
Léopold Flameng, né à Bruxelles le 22 novembre 1831 et mort à Courgent le 4 septembre 1911, est un graveur, peintre et illustrateur français.

## Biographie
Né de parents français, Léopold Flameng est l'élève de Luigi Calamatta et de Jean Gigoux. Son habileté comme buriniste le fait remarquer par Charles Blanc et sa collaboration aux parutions tels que : L'Artiste et la Gazette des beaux-arts qui avec Léon Gaucherel est l'un des premiers graveurs pour cette revue, ce qui va assurer sa réputation. Il lui fournira une centaine de planches.

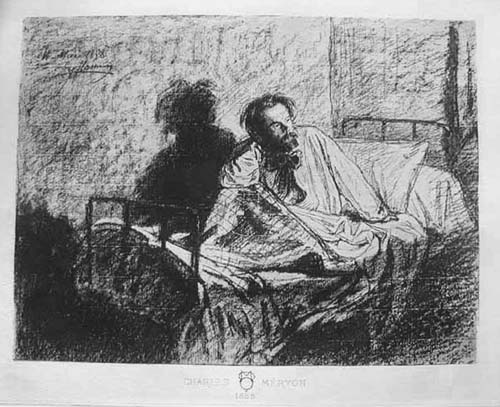
Portrait de Charles Meryon (1858), héliogravure.

En mai 1858, Flameng vient faire le portrait de Charles Meryon à son domicile de la rue des Fossés-Saint-Jacques. Une fois le portrait achevé, Charles Meryon, qui est en pleine période de dépression, demande à le voir et tente de le déchirer, ce qui amène Flameng à s'enfuir avec son dessin.
De décembre 1859 à la fin de l'année 1860, il anime Paris qui s’en va et Paris qui vient, revue éditée par Alfred Cadart, y publiant une suite de vingt-six eaux-fortes en livraisons mensuelles, accompagnées de textes entre autres signés par Marc Trapadoux.
Georges Duplessis, historien de l'art, le cite dans un ouvrage paru en 1869 : « Léopold Flameng s'est élevé à ses heures au rang des maîtres : dans un ordre d'art différent. » Il est médaillé à l'Exposition universelle de 1878.
Connu pour ses eaux-fortes d'après Jan van Eyck, Léonard de Vinci, Rembrandt, Ingres et Eugène Delacroix, il a illustré plusieurs ouvrages sur Paris ainsi que de nombreuses œuvres littéraires, des auteurs classiques et contemporains, parmi lesquels Boccace, Paul Scarron, Victor Hugo et François Coppée.
En 1882, il est cité comme « collectionneur d'élite, sachant choisir les bonnes choses », auprès de la salle des ventes de l'hôtel Drouot par Paul Eudel. Dans une parution de 1884, il est indiqué comme sociétaire du cercle « Le Parnasse-Club » et rejoint par la suite la Société d'aquarellistes français.
Il est élu membre de l'Académie des beaux-arts en 1898.
Léopold Flameng meurt à Courgent le 4 septembre 1911. Il est d'abord inhumé dans la commune de Courgent en 1911 ; son fils François en deviendra le maire l'année suivante, pour un mandat qui s'achèvera en 1917. Ils sont enterrés, tous les deux dans une même tombe, au cimetière de Septeuil.

### Famille
En 1887, sa sœur Élisabeth Albertine épouse le peintre et aquafortiste Aglaüs Bouvenne.

### Décoration
- 1894 : Officier de la Légion d'honneur[7].

### Élèves
- Émile Daumont[8]
- François Flameng
- Auguste Laguillermie[9]
- Henri Émile Lefort
- Paul Adolphe Rajon

## Œuvres

### Ouvrages illustrés
- Histoire de mon village La Mionette, 2e édition in-12°, demi veau, dos à 5 faux nerfs tête dorée XVI-163pp, frontispice à Edouard Thierry, éd. Alphonse Taride, 1858.
- Paris qui s'en va et Paris, qui vient, texte d'Alfred Delveau, Arsène Houssaye, Théophile Gautier, Eugène Muller, Charles Colligny, in-4 titre frontispice et 26 eaux-fortes interrompu après ce premier volume, Paris, Delattre, 1859.
- X. B. Saintine, Picciola, Paris, J. Hetzel et Cie, coll. « Bibliothèque d'éducation et de récréation », 1861, 40e éd. (1re éd. 1836), 342 p., in-8 (BNF 43690114, lire en ligne)[10].
- Romans enfantins, de Paul Féval, Paris, éd. Eugène Ducrocq, 1862, 324 p.[10]
- L'Exécution de Marino Faliero, gravure d'après Eugène Delacroix, 1863.
- Galerie de Mme Pereire, de W. Buerger, planches gravées par Léopold Flameng, Maxime Lalanne et A. Didier, gravures sur bois par Noël-Eugène Sotain, Hotelin, Horel, Lancelot, L.Chapon et Blanpain, éd. Jos. Th. Thoré, 1864.
- Christophe Colomb et la découverte du nouveau monde, de A. de Belloy, in-4°, 6 eaux-fortes hors texte tiré sur chine et nombreux bois gravés dans le texte, Paris, E. Ducrocq, 1864, 204 p.
- Le Fumier d'Ennius, d'Alfred Delvau, 1 vol, In-18°, une eau-forte de L. Flameng, Paris, Achille Faure, 1865, 315 p.
- Le Reliquaire, poésies de François Coppée, in-12°, éd. A. Lemerre, imp. Jouaust, 1866, 171 p.
- Les Dessous de Paris, vol in-18°, frontispice de L. Flameng, éd. Poulet-Malassis.
- Histoire anecdotique des Cafés et Cabarets de Paris, 1 Vol, in-18°, avec dessins et eaux-fortes de Gustave Courbet, Félicien Rops et Léopold Flameng, éd. E. Dentu.
- Nouvelles Odes funambulesques, de Théodore de Banville, in-12°, 3 gravures et frontispice, éd. Lemerre, 1869.
- Deux pirates au XVIe siècle. Histoire des Barberousse, de Charles Farine, grd in-8°, ix-377 p., un frontispice et nombreuses compositions de L. Flameng, Paris, éd. Paul Ducrocq, 1869.
- 40 Œuvres d'après Rembrandt pour illustrer l'œuvre du Maître, Edt Saskia E.Asser (1853-1858), 1873.
- Collection de M. John W. Wilson, exposée dans la galerie du cercle artistique et littéraire de Bruxelles, gr 4°, Paris, 1873.  — La vente de la collection a eu lieu le 11 août 1881.
- Paul Gavarni : l'homme et l'œuvre, d'Edmond et Jules de Goncourt, portrait de Gavarni gravé à l'eau-forte d'après un dessin de Gavarni, 1873.
- Works of art in the collections of England, dessins d'Édouard Lièvre et gravures de Bracquemeond, Londres, 1873.
- Me Voilà, illustration pour le poème de Victor Hugo L'Année Terrible, Paris, 1873.
- Les Dix Journées, de Boccace, 10 vol., traduction de Le Maçon, réimprimée par les soins de D. Jouaust, glossaires et notes de Paul Lacroix, 11 eaux-fortes de L. Flameng, Bibliothèque Artistique, 1873.
- Le Décaméron, de Boccace, 3 vol. in-12°, traduction de Le Maçon, 7 eaux-fortes de L. Flameng, éd. D. Jouaust.
- Henri IV, d'Adolphe Mathurin de Lescure, Paris, Ducrocq, 1874.
- Jeanne d'Arc, d'Adolphe Mathurin de Lescure, 12 gravures sur acier, hors texte, Libraire éd. Ducrocq, 1874, 598 p.
- L'Année terrible, de Victor Hugo, Grd in 8, 1 Vol., illustré par L. Flameng, Daniel Vierge et Victor Hugo [dont c'est le premier livre illustré], Michel Lévy frères, 1874.
- Le Château de Falkenstein, éd. Michel Lévy, 1874.
- Catalogue Raisonné des objets d'art et de curiosité, composant la collection de W.G.F. van Romondt d'Utrecht, dressé par Henry Havard, illustrée de gravures à l'eau-forte de L. Flameng et C.L. van Kesteren, La Haye, chez D.A. Thieme, 1875, 170 p.
- Examples of modern etching, de Philip Gilbert Hamerton, 20 planches, Londres, 1875.
- Catalogue chronologique et raisonné des faïences de Delf composant la collection de John F. Loudon, d'Henry Havard, 2 eaux-fortes de L. Flameng et 9 dessins de Goutzwiller, Paris et La Haye, 1877.
- Histoire de la faïence de Delf, d'Henry Havard, 25 Planches hors texte et plus de 400 dessins, fac-simile, chiffres, etc. dans le texte par L. Flameng et Charles Goutzwiller, Paris-Amsterdam, éd. Plon et L. Van Bakkenes, 1878, 391 p.
- 1878 : Monsieur, Madame et Bébé, de Gustave Droz, Grand in-8° de 4ff., illustré par Edmond Morin et orné d'un portrait de l'auteur gravé par L. Flameng, Paris, Havard, 1878, 436 p.
- L'Art et les Artistes hollandais, d'Henry Havard, 4 tomes, 2 Vol., Paris, 1879 à 1881.
- Le Roman comique, de Paul Scarron, 2 t., in-16°, XXXII, préface de Paul Bourget, 4 eaux-fortes de L. Flameng, Paris Librairie des Bibliophiles, 1880, 250 p.
- Margaret reine de Navarre (le Heptameron), 8 gravures de Léopold Flameng, 1881, 384 p.
- Œuvres complètes, de François Coppée, 4 vol. in-8°, orné d'un portrait de l'auteur et gravé par Léopold Flameng et illustré de 10 dessins de François Flameng, fils du précédent et deux dessins de Osvaldo Tofani, gravés au burin par MM. Boisson, Louis Abdon Boutelié, Henri-Joseph Dubouchet et Jules Jacquet, Paris, L. Hébert, 1885.
- Tableaux et dessins de Rembrandt, d'Eugène Dutuit, catalogue historique et descriptif, 25 planches en héliogravure ou eaux-fortes gravées par Flameng Léopold, Waltner, Lalauze, Paris, A. Lévy, 1885, 114 p.
- Les Trophées, de José Maria de Heredia, illustrations originales de Luc-Olivier Merson, gravées à l'eau-forte par Léopold Flameng, 50 compositions en noir dont un frontispice et 16 hors texte, Paris, Imp. pour le compte de René Descamps-Scrive, 1907.
- La Céramique hollandaise : histoire de la faïence de Delft, Haarlem, Rotterdam, Arnhem, Utrecht, etc. et des porcelaines de Weesp, Loosdrecht, Amsterdam et de La Haye, d'Henri Havard, 35 hors texte, plus de 500 dessins, facsimilé, marques, signatures par Léopold Flameng, Henri Toussaint, Auguste Hotin, A. Mangonot et Charles Goutzwiller, Amsterdam, 1909.
- « Lecture pour tous », Revue universelle illustrée, no 1, octobre 1911.

### Œuvre gravé
- Portrait de la comtesse d'Agoult, d'après Claire-Christine d'Agoult.
- Portrait de Gracchus Babeuf, d'après Jacques de Sève.
- Portrait de Grégoire-Joseph Chapuis.
- Portrait de Condorcet, d'après Augustin de Saint-Aubin.
- Portrait de Camille Desmoulins, d'après Leps.
- Portrait de Léopold Flameng, d'après François Flameng.
- Portrait de l'abbé Grégoire.
- Portrait de Lazare Hoche, d'après Joseph Boze.
- Autoportrait à vingt-quatre ans, d'après Ingres.
- Portrait de Madame de Lamballe, d'après Georges-François-Marie Gabriel.
- Portrait de Manon Roland, d'après Charles-Étienne Gaucher.
- Portrait de Silvestre de Sacy, d'après Amaury-Duval.
- Van Dyck et son protecteur, le comte de Bristol, d'après Antoine van Dyck.
- Portrait de Pierre Victurnien Vergniaud, d'après François Bonneville.
- La Mort de la Vierge, d'après Martin Schongauer.
- Vue d'un bateleur costumé à l'orientale.
- Vue d'un marché.
- Le Doreur, d'après Rembrandt.
- La Fin de la journée, d'après un tableau de Jules Breton peint en 1865.
- Portrait de Marie Constance Mayer-Lamartinière (1774-1821), d'après Pierre Paul Prud'hon[11].

Œuvres de Léopold Flameng
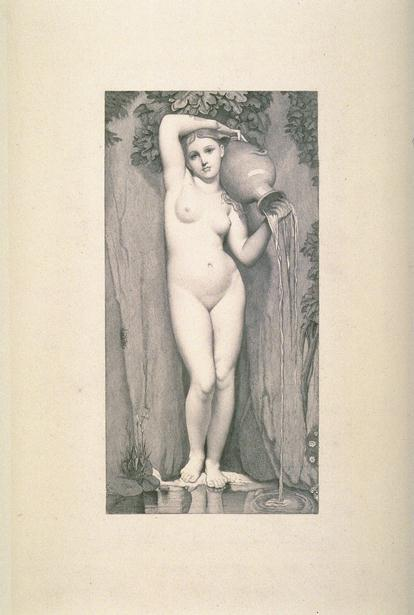
La Source (1882), d'après Ingres.
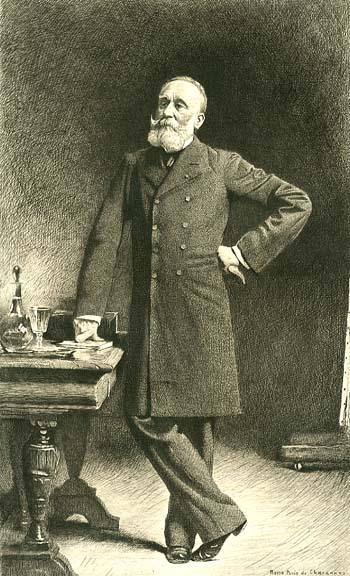
Portrait de Pierre Puvis de Chavannes, d'après Léon Bonnat.
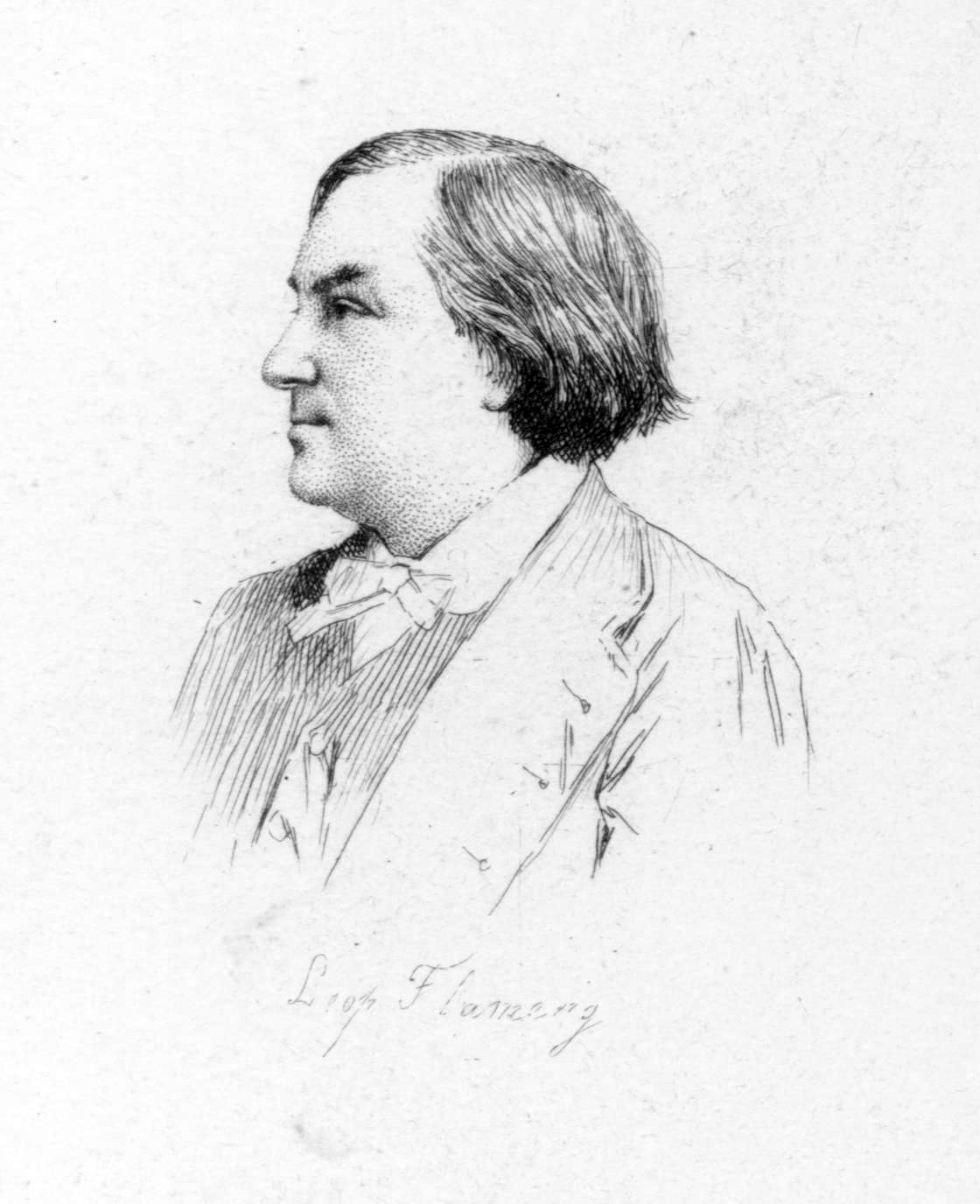
Portrait de Charles Asselineau.
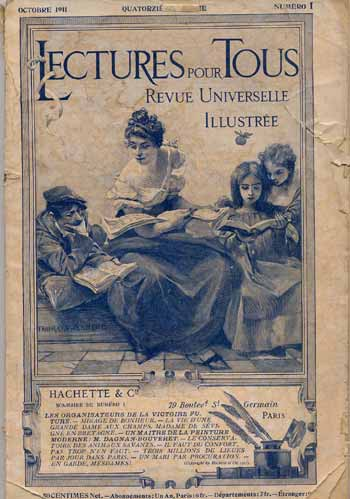
Couverture du magazine Lecture pour tous (1911).

### Dans les collections publiques

#### États-Unis
- Ann Arbor, université du Michigan : La Source, 1882, gravure d'après Ingres
- Baltimore, musée d'Art de Baltimore : Alexandre Bida, dessin, craie noire accrue avec de la blanche sur fond bleu papier vélin moyen[12]
- Indianapolis, musée d'Art d'Indianapolis : Portrait de femme allemande, gravure[13]
- San Francisco, musée des Beaux-Arts :
  - Portrait du graveur Charles Méryon, 1858, héliogravure[14]
  - La Rue de la Vieille Lanterne, 1859, eau-forte sur bleu chine collé[15]
  - Portrait de Ingres à l'âge de 24 ans, 1869, gravure[16]
  - Villon, au Cabaret de la Pomme de Pin, 1870, lithographie[17]
  - Fleur d'automne, 1889, gravure
  - Le Duc, Les Burgraves d'après le roman de Victor Hugo, gravure[18]
  - Hippolyte Flandrin, gravure[19]
  -  Portrait de Mme …, gravure[20]
  - Pierre Puvis de Chavannes gravure[21]
  - Portrait de femme, d'après Rubens, gravure[22]
  - Acteur dans un parc avec son auditoire, gravure[23]
  - La Sortie, une dame avec son lévrier, gravure
  - Mme Devaucay, gravure d'après Ingres[24]
  - Émile Galichon, 1875, eau-forte[25]
  - Maurice Quentin de La Tour, gravure[26]
  - Portrait de TP Avery, gravure[27]
  - Le Changeur de monnaie, gravure[28]
  - Le Porte étendard, gravure[29]
  - Les Peintres amateurs, gravure[30]
  - Concert en famille, gravure[31]

#### France
- Compiègne, château de Compiègne :
  - Portrait de Mme Armande Dieudé-Defly, estampe[32]
  - Portrait de Mme Juliette Adam, eau-forte[33]
  - Portrait de M. le comte de Chevigné, eau-forte[34]
  - Portrait de Daniel Stern, 1859, pseudonyme de Marie de Flavigny comtesse d'Agoult, eau-forte[35]
  - Mme Pasca, eau-forte[36]
  - Piogey, eau-forte[37]
- Grenoble, musée de Grenoble : Le Pierrot gravure[38]
- Gray, musée Baron-Martin : Le Réveil ou Le flambeau de Vénus, d'après Prud'hon, gravure sur papier[39]
- Mâcon, musée des Ursulines : Le Chemin de Croix, d'après Pierre Paul Rubens, huile sur toile[40]
- Paris :
  - École nationale supérieure des beaux-arts : Les Théâtres du boulevard du Temple à Paris eau-forte[41]
  - Bibliothèque nationale de France :
    - Le Café Génin rue Vavin, 1858, estampe
    - L'Alsace, elle attend, 1872, gravure[42]

  - département des arts graphiques du musée du Louvre :
    - Portrait du graveur Charles Méryon, (1821-1868), dessin, rehaut blanc, crayon noir, estompe papier[43]
    - Portrait de Mme Marie Françoise Constance Mayer-Lamartinière
- Versailles, château de Versailles : Portrait du peintre Jean-Paul Laurens (1838-1921), estampe[44]

#### Royaume-Uni
- Londres, National Portrait Gallery : Charles Robert Darwin, 1883, d'après John Collier[45]

## Expositions
- 1878 : Exposition universelle de Paris, dont il est médaillé.
- 2004 : Mâcon, « Peintures d'histoire. Elles font des histoires »[46]

#### Bases et dictionnaires
- Ressources relatives aux beaux-arts :   - Académie des beaux-arts
  - AGORHA
  - Art Institute of Chicago
  - Bénézit
  - Bridgeman Art Library
  - British Museum
  - Galerie nationale de Finlande
  - Musée d'Orsay
  - Musée des beaux-arts du Canada
  - Musée du Prado
  - MutualArt
  - National Gallery of Art
  - National Portrait Gallery
  - Nationalmuseum
  - RKDartists
  - Te Papa Tongarewa
  - Union List of Artist Names
- Ressource relative à la vie publique :   - base Léonore
- Ressource relative à la recherche :   - Isidore
- Notice dans un dictionnaire ou une encyclopédie généraliste :   - Deutsche Biographie
- Notices d'autorité :   - VIAF
  - ISNI
  - BnF (données)
  - IdRef
  - LCCN
  - GND
  - Italie
  - Espagne
  - Belgique
  - Pays-Bas
  - Pologne
  - Israël
  - NUKAT
  - Catalogne
  - Croatie
  - Tchéquie
  - Portugal
  - WorldCat
- (en) « Léopold Flameng » sur Artcyclopedia.

#### Ressources iconographiques
- « Léopold Flameng » sur le site de l'agence photographique de la RMN.
- « Léopold Flameng » sur la base Joconde.